# Líbano nos Jogos Olímpicos de Inverno de 1968
Líbano participou dos Jogos Olímpicos de Inverno de 1968, realizados em Grenoble, na França. 
Foi a sexta aparição do país nos Jogos Olímpicos de Inverno, onde foi representado por três atletas, todos homens, que competiram no esqui alpino.

## Competidores
Esta foi a participação por modalidade nesta edição:
| Esporte      | Masculino | Feminino | Total |
| ------------ | --------- | -------- | ----- |
| Esqui alpino | 3         | 0        | 3     |
| Total        | 3         | 0        | 3     |

## Desempenho

### Esqui alpino
Masculino
| Atleta          | Evento         | Descida 1 | Descida 1 | Descida 2 | Descida 2 | Total   | Total | Ref.  |
| Atleta          | Evento         | Tempo     | Pos.      | Tempo     | Pos.      | Tempo   | Pos.  | Ref.  |
| --------------- | -------------- | --------- | --------- | --------- | --------- | ------- | ----- | ----- |
| Ghassan Keyrouz | Slalom gigante | 2:22.43   | 87º       | 2:24.76   | 87º       | 4:47.19 | 85º   | [ 3 ] |
| Moussa Jaalouk  | Slalom gigante | 2:15.54   | 83º       | 2:17.89   | 81º       | 4:33.43 | 80º   | [ 3 ] |
| Nagib Barrak    | Slalom gigante | 2:14.84   | 82º       | 2:24.06   | 86º       | 4:38.90 | 81º   | [ 3 ] |

| Atleta          | Evento | Descida 1 | Descida 1  | Descida 2 | Descida 2  | Final       | Final       | Final       | Final       | Final       | Final       | Ref.  |
| Atleta          | Evento | Tempo     | Pos.       | Tempo     | Pos.       | Tempo 1     | Pos.        | Tempo 2     | Pos.        | Total       | Pos.        | Ref.  |
| --------------- | ------ | --------- | ---------- | --------- | ---------- | ----------- | ----------- | ----------- | ----------- | ----------- | ----------- | ----- |
| Ghassan Keyrouz | Slalom | DSQ       | DSQ        | 1:18.11   | 4º/bat. 9  | Não avançou | Não avançou | Não avançou | Não avançou | Não avançou | Não avançou | [ 4 ] |
| Moussa Jaalouk  | Slalom | 1:13.69   | 5º/bat. 14 | 1:09.06   | 3º/bat. 14 | Não avançou | Não avançou | Não avançou | Não avançou | Não avançou | Não avançou | [ 4 ] |
| Nagib Barrak    | Slalom | 1:07.13   | 5º/bat. 1  | 1:25.73   | 4º/bat. 1  | Não avançou | Não avançou | Não avançou | Não avançou | Não avançou | Não avançou | [ 4 ] |

Legenda
| Recorde mundial      | Recorde mundial (World record)               |                       | Recorde africano                      | Recorde africano (African) |                                           | Q | Classificado por posição (Qualified) |
| Recorde olímpico     | Recorde olímpico (Olympic record)            | Recorde da América    | Recorde da América (Americas)         | q                          | Classificado por melhor tempo (Qualified) |   |                                      |
| Melhor marca do ano  | Melhor marca do ano (World leading)          | Recorde asiático      | Recorde asiático (Asian)              | DNS                        | Não largou (Did not start)                |   |                                      |
| Recorde nacional     | Recorde nacional (National record)           | Recorde europeu       | Recorde europeu (European)            | DNF                        | Não terminou (Did not finish)             |   |                                      |
| Recorde pessoal      | Recorde pessoal do atleta (Personal best)    | Recorde da Oceania    | Recorde da Oceania (Oceania)          | DSQ / DQ                   | Desclassificado (Disqualified)            |   |                                      |
| Recorde da temporada | Recorde da temporada do atleta (Season best) | Recorde sul-americano | Recorde sul-americano (South America) | NM                         | Sem marca (No mark)                       |   |                                      |